# Blastobasis lacticolella
Blastobasis lacticolella é uma espécie de mariposa do gênero Blastobasis pertencente à família Coleophoridae.